# كيت كات (حلوى)
كيت كات (بالإنجليزية: Kit Kat)‏ هي قالب شوكولاتة شهير مصنوع من رقاقات بسكويت (ويفر) مغطاة بالشوكولاته، كان أول من انتجها هو مصنع راونتري في يورك، إنجلترا، ويتم الآن إنتاجها في جميع أنحاء العالم من قبل شركة نستله والتي استحوذت على راونتري في عام 1988، إلا في الولايات المتحدة حيث يتم إنتاجها بموجب ترخيص من قبل شركة هيرشي. يتكون كل قالب من أصابع مؤلفة من ثلاث طبقات من رقاقات البسكويت، التي تغطيها طبقة خارجية من الشوكولاته. تحتوي القوالب عادة على 2 أو 4 أصابع. قوالب كيت كات السميكة المكتنزة «شانكي» (بالإنجليزية: Chunky)‏ هي أيضاً قوالب رائجة عالمياً.

## في اليابان
في اليابان اعتبر كيت كات رمزاً للحظ السعيد حيث أن كلمة «أنت دوماً الفائز» أو بالتقريب «حظاً سعيداً» باللغة اليابانية هي كلمة: (كيتو كاتسو) ولذلك أخذت هذه الشيكولاته شهرة هناك خاصة بين تلاميذ المدارس حيث يهدونها لبعضهم البعض خاصة أيام الاختبارات تعبيراً عن تمنيات الحظ السعيد.
كيت كات من الشركات التي تراعي إنتاج منتجات تراعي الفروق الفردية والأذواق المختلفة بين الشعوب في منتجها حيث أنها في اليابان قامت بتغيير للغلاف الأحمر إلى أخضر لأنه بمذاق الشاي الأخضر الشائع في اليابان.

## الحملات الإعلانية
تجري الشركة حملة إعلانات شهيرة حول العالم تدور فكرتها حول الربط بين وقت الفراغ أو الوقت المستقطع في العمل أو خلافه من الانشطة بتناول شيكولاته كيت كات. ولذلك كان الشعار: «لديك بريك، لديها كيتكات»

## هوامش
1. ↑  "Nestlé UK Website- History of Rowntree". مؤرشف من الأصل في 2007-03-18. اطلع عليه بتاريخ 2007-04-04. 1988 - Nestlé SA buys Rowntree plc.
2. ↑  Japan snaps up 'lucky' Kit Kats, بي بي سي نيوز, February 2, 2005 "نسخة مؤرشفة". مؤرشف من الأصل في 2008-04-24. اطلع عليه بتاريخ 2007-12-28.{{استشهاد ويب}}:  صيانة الاستشهاد: BOT: original URL status unknown (link)

## وصلات خارجية
- الموقع الرسمي
- الموقع الرسمي
- Nestlé: Kit Kat
- The Hershey Company: Kit Kat